# Johann Adalbert Angermeyer
Johann Adalbert Angermeyer, född 1674 i Bilina, död 1740 i Prag, var en böhmisk målare. Han var blev lärjunge till Johann Rudolf Byss. Han influerades av stilleben av Cornelis de Heem och Roelant Savery. Han är känd för sina stilleben av djur, frukter och blommor. Han var troligen besläktad med den tyske målaren Antonius Angermeyer. 